# عبدالعزیزخان
عبدالعزیزخان (۱۶۱۴–۱۶۸۳ م)، پسر ندر محمد خان، فرمانروای ازبک بخارا (خان بخارا) در قرن هفدهم، پنجمین خان سلسله جانی (هشترخانی) بود که از ۱۶۴۵ تا ۱۶۸۱ میلادی سلطنت نمود. عبدالعزیزخان، مفتی و یکی از برجسته‌ترین فرمانروایان سلسله جانیان بود. او فقه را نزد آخوند ملامحمد شریف بخاری آموخت و از وی اجازه فتوا گرفت. ادیب نیز بود و اغلب نامه‌ها و فرمانها را خود انشا می‌کرد. با مرگ عبدالعزیز خان، سلسله جانیان رو به زوال نهاد.

## پیش از فرمانروایی
ندرمحمدخان، پدر عبدالعزیز، حکومت کوتاه و لرزانی در بخارا داشت. ندرمحمدخان پس از رسیدن به سلطنت در بخارا، امرا و درباریان بلخ را برکشید، زیرا به امرای ازبک بخارا اعتماد نداشت و همین امر باعث اختلاف شد. پسرش عبدالعزیز، حاکم سمرقند، خواهان حکومت بلخ بود. در ۱۰۵۵ ق. (۱۶۴۵ م) ازبکان در تاشکند شورش کردند و ندرمحمدخان، عبدالعزیز، پسرش، را برای سرکوبی آنان فرستاد. اما عبدالعزیز به شورشیان پیوست. سبحان قلی و قاسم سلطان، دو پسر دیگر ندرمحمدخان هم بر پدر شوریدند و در بخارا به عبدالعزیز پیوستند. ندرمحمدخان از شاه جهان، امپراتور بابری هند کمک خواست و شاه‌جهان، با استفاده از فرصت، سپاهی برای تصرف بلخ فرستاد. در نبردی که میان خسرو سلطان (پسر ندرمحمدخان) و سپاهیان بابری درگرفت، خسرو سلطان شکست خورد و اسیر شد و بلخ به تصرف بابریان درآمد. ندرمحمدخان به ایران گریخت و به دربار شاه عباس دوم در اصفهان پناه برد. ندرمحمدخان اندکی بعد به بلخ بازگشت اما در ۱۰۵۷، به سبب آشوب‌های داخلی و نابسامانی اوضاع اقتصادی و ناسازگاری عبدالعزیز با او، تصمیم گرفت از طریق ایران، عازم مکه شود ولی در ۱۰۶۱ در سمنان درگذشت. شاه عباس دوم پس از اقدام به مراسم فاتحه، نامه‌ای در تعزیت به عبد العزیز خان نوشت و نامه را همراه شاه نظر بیک و بازماندگان ندر محمد خان و اموال و ماترک متوفی که بیش از صد هزار تومان بود به ترکستان فرستاد. پس از این حادثه، عبد العزیز خان بر سریر سلطنت ازبکان نشست و ظاهراً بعد از عقد قرارداد بین طرفین، روابط ایرانیان و ازبکان همیشه دوستانه بوده‌است.

## فرمانروایی
عبدالعزیزخان که در ۱۰۵۵ حکومت بخارا را در دست گرفت و به تدریج، طی دو سال، هم آشوب‌های داخلی را سرکوب کرد و هم هندیان را از قلمرو خویش بیرون نمود. در انتهای این دوسال، موفق شد که پدرش و سپاهیان ایرانی همراه او را هم بیرون کند. ابوالغازی بهادرخان، خان خیوه و خوارزم در ۱۰۶۶ ق. / ۱۶۵۶ م؛ و در ۱۰۷۳ ق. / ۱۶۶۲–۱۶۶۳ م. دو بار برای غارت به بخارا تاخت؛ و خانات قزاق هم حملاتی به بخارا نمودند. طی دوران عبدالعزیزخان، یلنکتوش بهادر، حاکم سمرقند (از ۱۶۰۵ تا ۱۶۵۶ م) نفوذ زیادی در حکومت داشت به نحوی که حتی هنگام لشکرکشی مشترک عبدالعزیزخان و یلنکتوش بهادر ضد شاه جهان، این دو خان دست از مشاجره با یکدیگر برنمی‌داشتند.

## پایان حکومت
بنا به تاریخ قبچاق خانی، طی چهارسالی که بین عبدالعزیز خان و برادرش سبحان قلی‌خان، حاکم بلخ، مشاجره وجود داشت، حملات خانهای خوارزم و قزاق، فرارود و بلخ را به آستانه ویرانی رسانده بود. در ۱۰۹۱ ق / ۱۶۸۱ م، عبدالعزیزخان به نفع برادرش سبحان قلی‌خان از سلطنت کناره‌گیری نمود و خود به قصد رفتن به حج به ایران آمد. شاه سلیمان اول صفوی از وی استقبال و او را با احترام روانه مکه کرد. عبدالعزیزخان، به سبب کهولت، در میانه راه درگذشت و در گورستان بقیع دفن شد.

## سیاست خارجی
در ۱۶۶۹ م، سفارتی را به ریاست ملا فرخ به روسیه فرستاد که به حضور تزار الکسیس اول رسیدند و تزار هم در پاسخ سال بعد، سفارتی به ریاست براداران پازوخین (به روسی: Пазухиными) به بخارا فرستاد.

## فرهنگ
مدرسه عبدالعزیز خان در زمان این فرمانروا در بخارا ساخته شد و مدرسه معروف طلاکاری در سمرقند هم در زمان او ساخته شده‌است. کتابخانه شخصی او حاوی کتاب‌های خطی زیبایی می‌باشد.

مدرسه طلاکاری
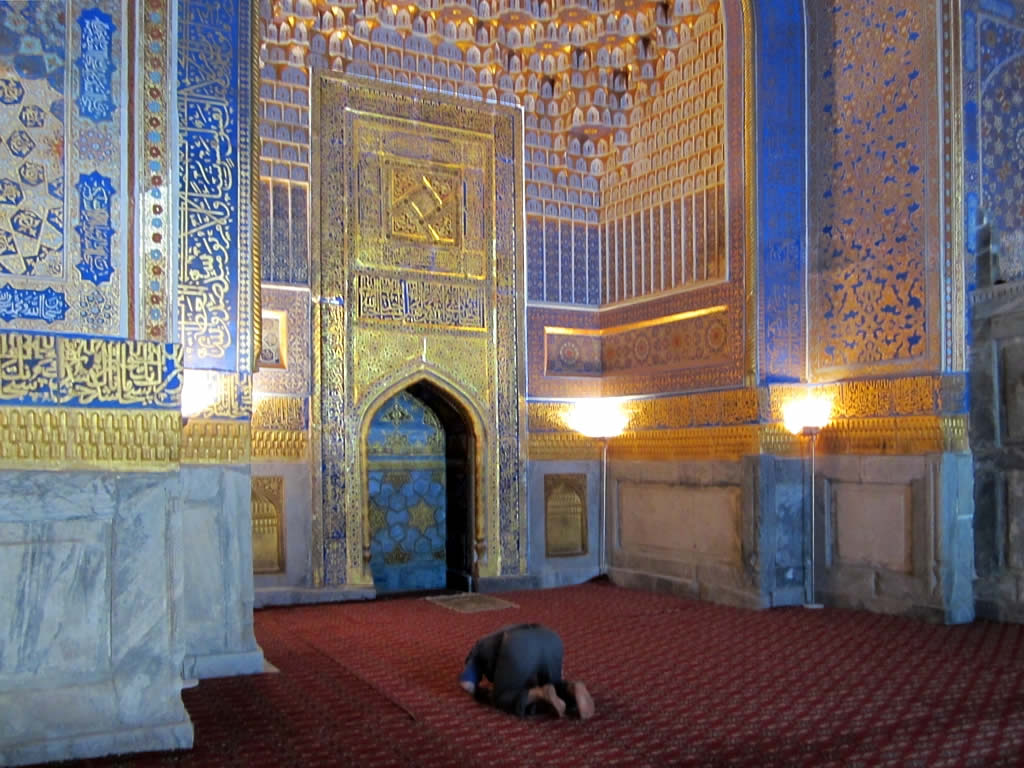
محراب
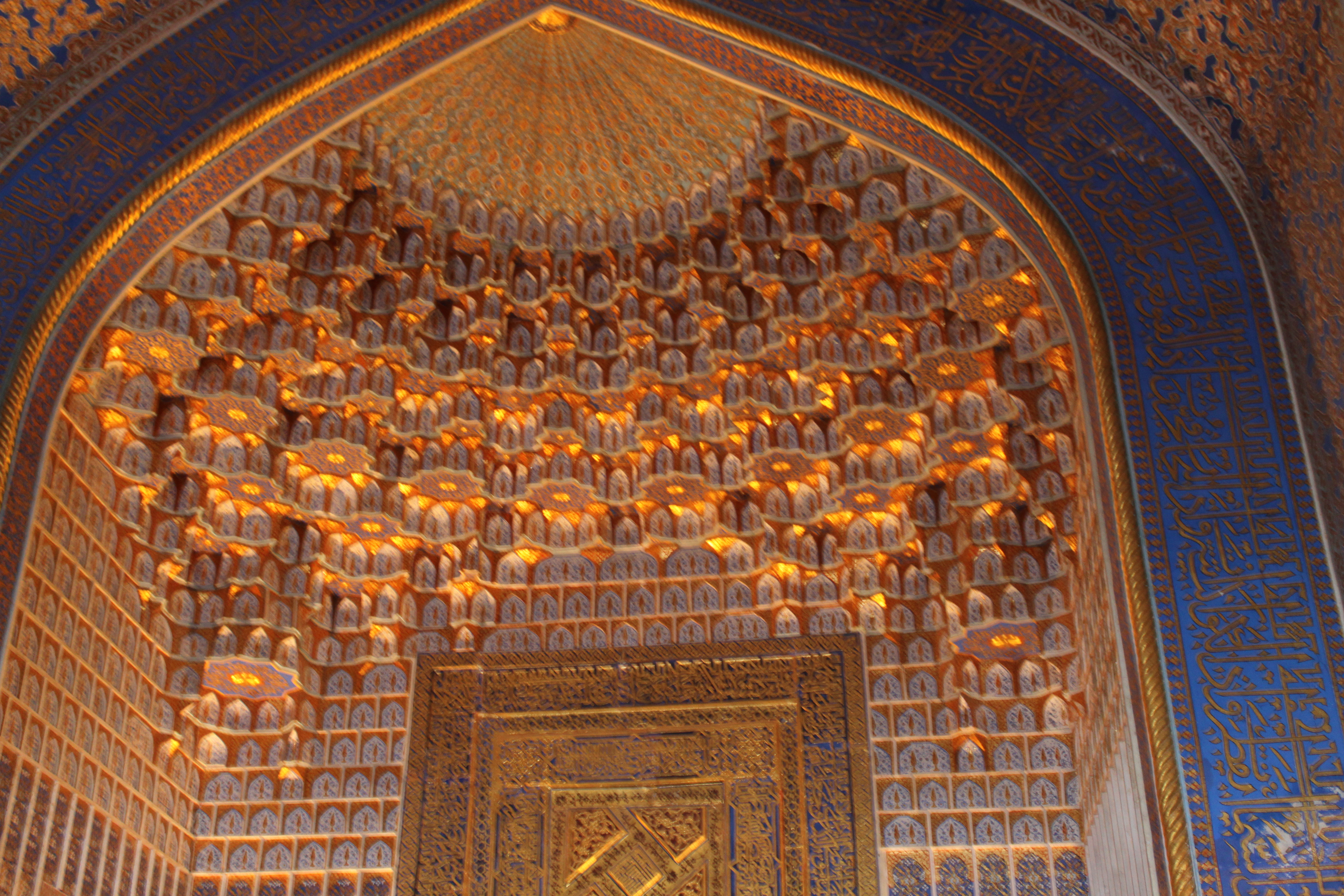
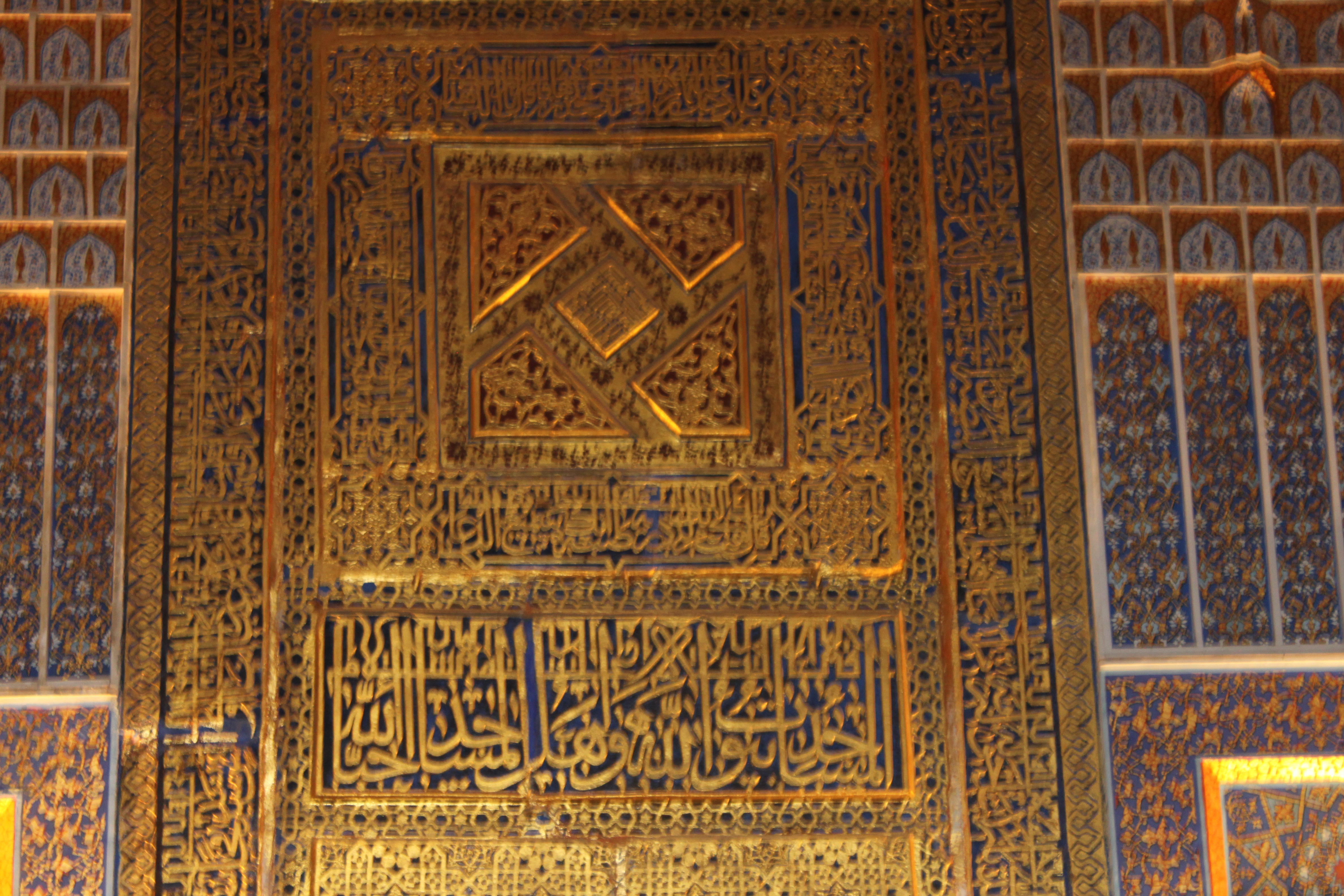
محراب طلاکاری شده
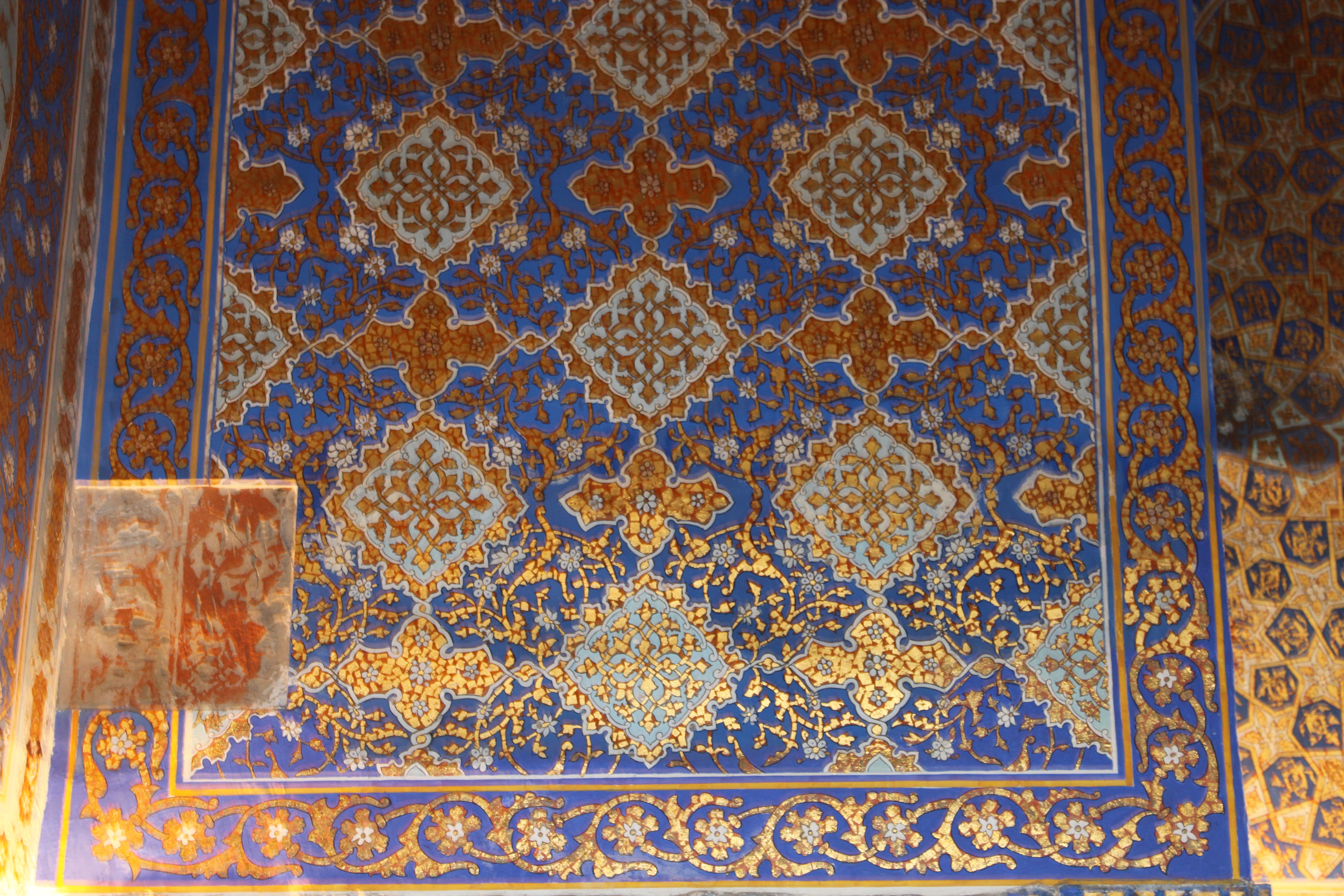
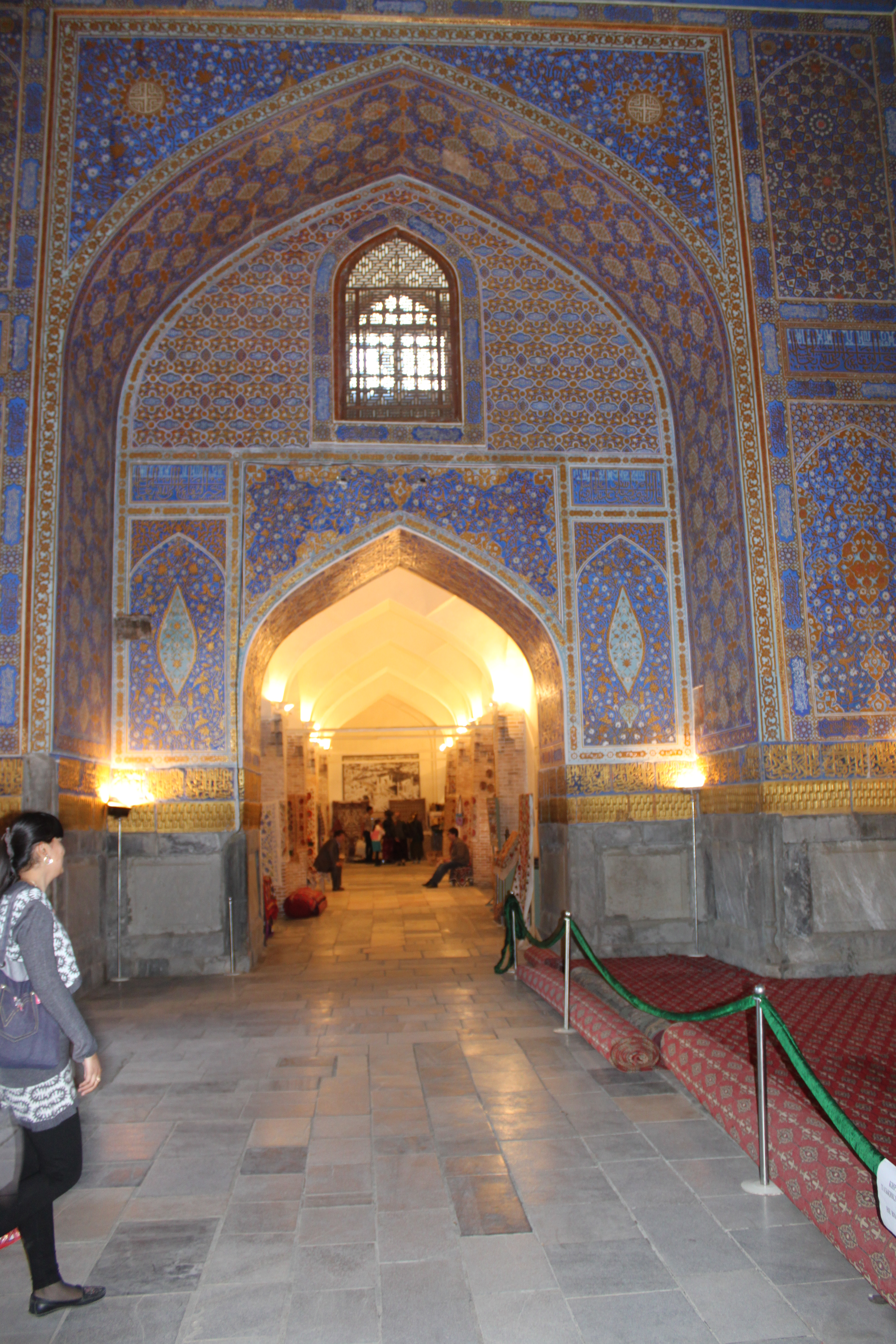
سردر
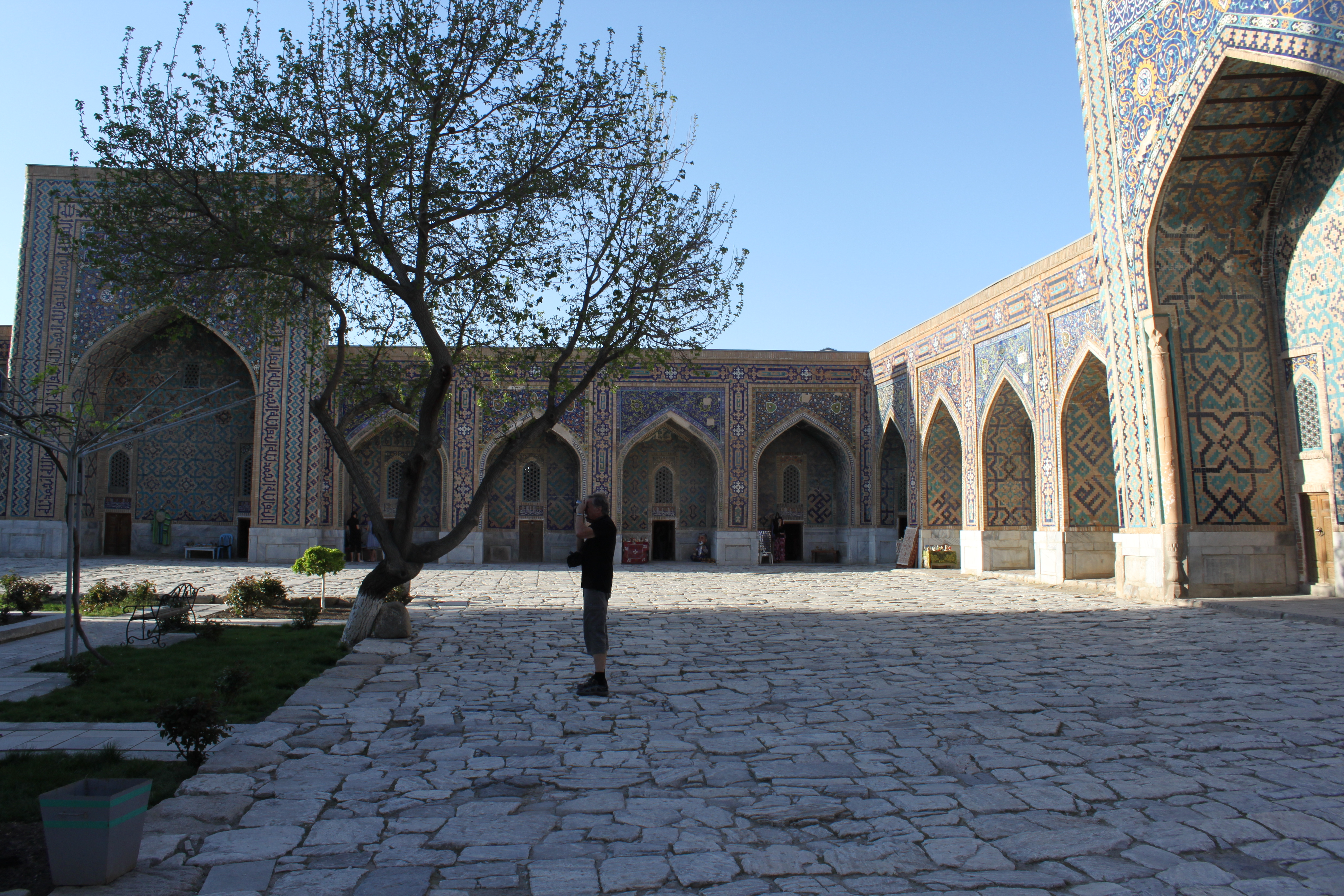
حیاط

## پی‌نوشت
1. 1 2 3 4 5 6  فهیمی، «جانیان»، دانشنامه جهان اسلام.
2. 1 2 3 4  ویکی روسی، Абдулазиз-хан (عبدالعزیزخان).
3. 1 2  نوایی، اسناد و مکاتبات سیاسی ایران از ۱۰۳۸ تا ۱۱۰۵ ق.، ٩١.